# Kannal, Bijapur
Kannal là một làng thuộc tehsil Bijapur, huyện Bijapur, bang Karnataka, Ấn Độ.